# André Regaud
André Regaud (* 14. Februar 1868 in Lyon; † 12. Januar 1945 in Paris) war ein französischer Sportschütze.

## Erfolge
André Regaud nahm an drei Olympischen Spielen teil. 1908 gab er in London sein Olympiadebüt, wo er mit der Freien Pistole den zehnten Rang im Einzel und den vierten Platz mit der Mannschaft belegte. Im Mannschaftswettbewerb mit dem Kleinkalibergewehr sicherte er sich im liegenden Anschlag die Bronzemedaille, als er gemeinsam mit Paul Colas, Léon Lécuyer und Henri Bonnéfoy 710 Punkte erzielte und damit hinter Großbritannien und Schweden Dritter wurde. Bei den Olympischen Spielen 1912 in Stockholm war ein vierter Platz mit der Kleinkaliber-Mannschaft im Liegend-Anschlag sein bestes Resultat. 1920 wurde er in Antwerpen mit der Mannschaft Fünfter mit der Militärpistole und Sechster mit der Freien Pistole.
Bei Weltmeisterschaften gewann Regaud vier Silber- und vier Bronzemedaillen. 1923 in Camp Perry sicherte er sich seine einzige Medaille mit dem Gewehr, als er Zweiter im stehenden Anschlag mit dem Armeegewehr wurde. Die übrigen Medaillen gewann er mit der Freien Pistole: 1914 wurde er in Viborg im Einzel Dritter, mit der Mannschaft gewann er zwischen 1908 und 1921 je dreimal Silber und Bronze.